# Vejdirektoratet
Vejdirektoratet er en del af Transportministeriet. Vejdirektoratet har ansvaret for statsvejnettet, som består af motorveje, en række hovedlandeveje og mange af landets broer – i alt cirka 3.800 km vej.
Statsvejnettet udgør kun ca. fem procent af det samlede offentlige vejnet på knap 75.000 km, men næsten halvdelen af al trafik i Danmark bliver afviklet på statsvejene.
For at sikre en samlet og gennemtænkt infrastruktur samarbejder Vejdirektoratet med en lang række myndigheder og med vejsektoren og kommunerne.

## Opgaver
Vejdirektoratets arbejde består primært af tre elementer:
- Planlægning
- Anlæg og drift
- Trafikafvikling og -ledelse

### Planlægning
I planlægningen af vejene er det Vejdirektoratets ambition, at skabe løsninger, der ikke belaster omgivelserne unødigt, men får både privatbilismen og den kollektive trafik til at fungere sammen.
Som grundlag for planlægningen indsamles og bearbejdes data om trafik, sikkerhed og miljø.

### Anlæg og drift
Når veje og broer anlægges og driftes, er målet at skabe sikre og velfungerende løsninger, der samtidig er bæredygtige og økonomisk ansvarlige.
Vejdirektoratet bygger ikke selv vejene og broerne. Alle opgaver udbydes i konkurrence og løses af private leverandører og entreprenører.

### Trafikafvikling og -ledelse
Når vejene først er anlagt, fortsættes arbejdet med at sikre optimal udnyttelse af dem. Trafikanterne guides igennem trafikken, så de kan komme nemt og sikkert frem.
For at sikre et optimalt trafikflow gøres der blandt andet brug af intelligent trafikinformation, både på vejen og på de elektroniske platforme. Vejdirektoratet samarbejder på tværs af sektoren, så statsveje og kommuneveje indgår i et effektivt samspil.